# Marco Luberti
Marco Luberti (Roma, 13 febbraio 1941) è un cantautore, paroliere e produttore discografico italiano.

## Biografia
Nel 1963 scrive il testo del brano del Maestro Giovanni Fusco Un mondo nuovo cantato da Kiko Fusco, che fa parte della colonna sonora del film di Paolo e Vittorio Taviani I Fuorilegge del matrimonio.
Pubblica nel 1964 la sua prima canzone (parole e musica), Beati voi, cantata da Daniela Casa, partecipante al concorso radiofonico Un disco per l'estate 1964. Nel 1965 scrive, fra gli altri, per Rosanna Fratello Non fa niente, per Elio Cipri C'è chi dice che. Come paroliere scrive i testi per il gruppo musicale Le Pecore Nere pubblicando un album nel 1966. Nel 1968 conosce Riccardo Cocciante, con il quale collabora scrivendo canzoni per I Vianella, come Piccolo fiore, e per altri artisti della RCA.
Nel 1972 pubblica il primo album di Cocciante, Mu. Sempre nello stesso anno scrive anche con Paolo Amerigo Cassella alcuni testi nell'album Mannoia Foresi & co.. L'anno seguente esce l'album Poesia di Cocciante; il brano omonimo verrà cantato anche da Ornella Vanoni e Patty Pravo. La Vanoni canterà anche il brano Canto popolare. Inoltre scrive i testi di Un frutto verde e La musica del sole per il gruppo La Grande Famiglia. Nel 1974 diventa anche produttore di Cocciante: con lui pubblica l'album Anima, che comprende i primi successi Bella senz'anima e Quando finisce un amore, che saranno poi cantati da Mina, Johnny Hallyday, Mia Martini e vari altri. Bella senz'anima verrà tradotta in Spagnolo, Francese ed Inglese e sarà prima in Spagna, Venezuela, Cile, Argentina e Brasile; Quando finisce un amore entrerà nella classifica degli Stati Uniti d'America e sarà prima nel 1999 in Olanda tradotta e cantata da Marco Borsato "WAAROM NOU JIJ" (Quando finisce un amore). Scrive i testi di un 45 giri di Fiorella Mannoia -Ninna nanna-  e -Rose- per la RCA.
Nel 1975 produce e scrive i testi dell'album L'alba di Cocciante. L'album comprende anche il brano Era già tutto previsto (che verrà poi incisa nel 2013 da Andrea Bocelli nell'Album Passione)  e Canto popolare (incisa anche da Ornella Vanoni). Nel 1976 scrive e produce l'album Concerto per Margherita, comprendente il brano Margherita, che sarà primo anche in Spagna, Francia, e in molti paesi del Sud America. Nel 1999 nei Paesi Bassi il brano sarà tradotto e cantato sempre da Marco Borsato, riscuotendo un notevole successo di vendite. Produce inoltre il primo album di Mimmo Locasciulli.
Nel 1977 produce e scrive i testi dell'album Riccardo Cocciante con il brano di successo "A mano a mano", che verrà anch'esso inciso nel 2013 da Andrea Bocelli. Produce il primo 45 giri di Enzo Carella, Fosse vero, per la It (etichetta di Vincenzo Micocci), l'anno successivo produce il suo primo album Vocazione, da cui viene tratto un secondo 45 giri, "Malamore", canzone che riscuote un buon successo radiofonico. Nel 1978 produce e porta al Festival di Sanremo il brano Il mio amore della Schola Cantorum (gruppo musicale). Nel 1979 produce e scrive i testi di ...E io canto di Cocciante. Come produttore porta Enzo Carella al Festival di Sanremo, 2º posto della classifica generale, con il brano Barbara (testo di Pasquale Panella). Sempre nel 1979 esce anche il secondo album dal titolo Barbara e altri Carella.
Nel 1980 partecipa a Sanremo con il brano Passerà cantato da Alberto Cheli e apre una sua etichetta, la "Slot Machine". Come paroliere scrive per Anna Oxa i brani del 45 giri Controllo totale/Metropolitana. Nel 1981 scrive per Sergio Leonardi il brano "La Gazzella"che partecipa al festival di Saint Vincent. Nel 1981 scrive, sempre per Anna Oxa, il brano Toledo; scrive e produce (collaborando con compositori emergenti, tra cui Amedeo Minghi e Vincenzo Spampinato) l'album Via di Marina Arcangeli, che sarà pubblicato anche in Germania con successo. Nel 1982 pubblica il suo primo album, Canzoni ed appunti, per la Polydor, partecipando nello stesso anno al Club Tenco. Nel 1984 scrive e pubblica per la Slot Machine Io amo di Marina Arcangeli, un album ridotto di soli 4 brani, che in quel periodo la RCA chiamava Qdisc. Nel 1987 firma svariati testi dell'album Tanti auguri di Marcella Bella. Nel 1988 traduce dallo spagnolo all'italiano i testi del gruppo Mecano pubblicando in Italia per la BMG l'album Figlio della luna con successo. Nel 1989 porta a Sanremo Marina Arcangeli con il brano Il poeta. Dal 1989 al 1991 è consulente alla direzione artistica della WEA e collabora con alcuni artisti della stessa, tra gli altri Grazia Di Michele.
Negli anni novanta, oltre a gestire un suo studio ("L'Orecchio di Van Gogh"), scrive canzoni, tra gli altri, per Mina (Il corvo), Fiorella Mannoia (Poverangelo). Nel 1991 scrive i testi del secondo album dei Mecano, Ai Dalai. Nel 1993 scrive due testi nell'album di Cocciante Eventi e mutamenti: (La testa piena) e (Ammassati e distanti). Nel 1997 scrive per Tosca (Guarda la vita che fa). Tra il 1998 e il 2000 i brani Bella senz'anima, Quando finisce un amore e Margherita sono tradotti in olandese e cantati da Marco Borsato (cantante di origine italiana), e arrivano tutti e tre al primo posto della classifica olandese.
Nel 2004 scrive per Patty Pravo il brano Candele, inserito nell'album Nic - Unic. Nel novembre del 2006 esce l'album Io canto di Laura Pausini, che contiene la cover dell'omonimo brano scritto con Cocciante. Nel gennaio del 2013 esce l'album Passione di Andrea Bocelli, contenente le cover di due suoi brani, scritti con Riccardo Cocciante: Era già tutto previsto e A mano a mano. Nel mese di dicembre dello stesso anno esce la raccolta 20 - The Greatest Hits di Laura Pausini, con il brano Je chante (io canto) cantato insieme a Lara Fabian una cantautrice e compositrice belga naturalizzata canadese.
Nel 2014 esce il film di Ferzan Özpetek intitolato Allacciate le cinture, la cui colonna sonora comprende il brano A mano a mano di Cocciante e Luberti nella versione cantata da Rino Gaetano. Verrà reinterpretato da vari artisti oltre al già citato Bocelli, da Emma, Tosca, Il Volo (Piero Barone), Alice Paba (The Voice 2016), Marco Carta, Alessio Bernabei (San Remo 2016), Mannarino ed altri.

## Canzoni scritte da Marco Luberti
| Anno | Titolo                                               | Autori del testo                      | Autori della musica                                        | Interpreti |
| ---- | ---------------------------------------------------- | ------------------------------------- | ---------------------------------------------------------- | --- |
| 1963 | Un mondo nuovo                                       | Marco Luberti                         | Giovanni Fusco                                             | Kico Fusco |
| 1964 | Beati voi                                            | Marco Luberti                         | Marco Luberti, Enrico Simonetti                            | Daniela Casa |
| 1965 | Non fa niente                                        | Marco Luberti                         | Marco Luberti                                              | Rosanna Fratello |
| 1965 | C'è chi dice che                                     | Marco Luberti                         | Marco Luberti, Enrico Simonetti                            | Elio Cipri |
| 1966 | Era così che cantava                                 | Marco Luberti                         | Marco Luberti, Amedeo Tommasi e Mauro Chiari               | Le Pecore Nere |
| 1966 | Il Profeta                                           | Marco Luberti                         | Amedeo Tommasi e Mauro Chiari                              | Le Pecore Nere |
| 1966 | Sotto il letto                                       | Marco Luberti                         | Amedeo Tommasi e Mauro Chiari                              | Le Pecore Nere |
| 1966 | Per lei (Tunnel Of Love)                             | Marco Luberti                         | Hardin, Allison                                            | Le Pecore Nere |
| 1966 | Grandi stelle                                        | Marco Luberti                         | Marco Luberti, Amedeo Tommasi, Mauro Chiari e Enrico Fusco | Le Pecore Nere |
| 1966 | Vecchia città                                        | Marco Luberti                         | Amedeo Tommasi, Mauro Chiari e Enrico Fusco                | Le Pecore Nere |
| 1967 | Piccolo fiore                                        | Marco Luberti                         | Marco Luberti Riccardo Cocciante                           | Wilma Goich |
| 1972 | Per un pugno d'amore                                 | Marco Luberti                         | Maurizio Monti, Loic Marie Cocciante                       | Jordan |
| 1972 | Senti sentimenti                                     | Marco Luberti, Paolo Dossena          | Mauro Lusini Dario Farina                                  | Le Voci Blu |
| 1972 | Ora che io sono luce                                 | Marco Luberti, Paolo Amerigo Cassella | Marco Luberti, Riccardo Cocciante                          | Riccardo Cocciante |
| 1972 | Coltivò tutte le valli                               | Marco Luberti, Paolo Amerigo Cassella | Marco Luberti, Riccardo Cocciante                          | Riccardo Cocciante |
| 1972 | Uomo                                                 | Marco Luberti, Paolo Amerigo Cassella | Marco Luberti, Riccardo Cocciante                          | Riccardo Cocciante |
| 1972 | Festa                                                | Marco Luberti, Paolo Amerigo Cassella | Marco Luberti, Riccardo Cocciante                          | Riccardo Cocciante |
| 1972 | Era mattino sul mondo                                | Marco Luberti, Paolo Amerigo Cassella | Marco Luberti, Riccardo Cocciante                          | Riccardo Cocciante |
| 1972 | Vita                                                 | Marco Luberti, Paolo Amerigo Cassella | Marco Luberti, Riccardo Cocciante                          | Riccardo Cocciante |
| 1972 | A Dio                                                | Marco Luberti, Paolo Amerigo Cassella | Marco Luberti, Riccardo Cocciante                          | Riccardo Cocciante |
| 1972 | Corpi di creta                                       | Marco Luberti, Paolo Amerigo Cassella | Marco Luberti, Riccardo Cocciante                          | Riccardo Cocciante |
| 1972 | Ma quale sentimento                                  | Marco Luberti, Paolo Amerigo Cassella | Memmo Foresi                                               | Fiorella Mannoia |
| 1972 | Labirinto                                            | Marco Luberti, Paolo Amerigo Cassella | Memmo Foresi                                               | Fiorella Mannoia |
| 1972 | Volo                                                 | Marco Luberti, Paolo Amerigo Cassella | Memmo Foresi                                               | Fiorella Mannoia |
| 1972 | La caduta                                            | Marco Luberti, Paolo Amerigo Cassella | Memmo Foresi                                               | Fiorella Mannoia |
| 1972 | Il filo di Arianna                                   | Marco Luberti, Paolo Amerigo Cassella | Memmo Foresi                                               | Fiorella Mannoia |
| 1972 | Libertà                                              | Marco Luberti, Paolo Amerigo Cassella | Memmo Foresi                                               | Fiorella Mannoia |
| 1972 | Non è vero                                           | Marco Luberti, Paolo Amerigo Cassella | Memmo Foresi                                               | Fiorella Mannoia |
| 1973 | Il naso                                              | Marco Luberti, Paolo Amerigo Cassella | Riccardo Cocciante                                         | Don Backy |
| 1973 | Poesia                                               | Marco Luberti, Paolo Amerigo Cassella | Riccardo Cocciante                                         | Riccardo Cocciante, Ornella Vanoni, Patty Pravo e Schola Cantorum |
| 1973 | Lei                                                  | Marco Luberti, Paolo Amerigo Cassella | Riccardo Cocciante                                         | Riccardo Cocciante |
| 1973 | Bella                                                | Marco Luberti, Paolo Amerigo Cassella | Riccardo Cocciante                                         | Riccardo Cocciante |
| 1973 | Canto per chi                                        | Marco Luberti, Paolo Amerigo Cassella | Riccardo Cocciante                                         | Riccardo Cocciante |
| 1973 | Asciuga i tuoi pensieri al sole                      | Marco Luberti, Paolo Amerigo Cassella | Riccardo Cocciante                                         | Riccardo Cocciante |
| 1973 | Noi                                                  | Marco Luberti, Paolo Amerigo Cassella | Riccardo Cocciante                                         | Riccardo Cocciante, Patty Pravo e Schola Cantorum |
| 1973 | Soli                                                 | Marco Luberti, Paolo Amerigo Cassella | Riccardo Cocciante                                         | Riccardo Cocciante |
| 1973 | …E parlarle d'amore sarà imbarazzante                | Marco Luberti, Paolo Amerigo Cassella | Riccardo Cocciante                                         | Riccardo Cocciante |
| 1973 | Decisamente tu                                       | Marco Luberti, Paolo Amerigo Cassella | Riccardo Cocciante                                         | Riccardo Cocciante |
| 1973 | Lila                                                 | Marco Luberti, Paolo Amerigo Cassella | Riccardo Cocciante                                         | Riccardo Cocciante |
| 1973 | Frutto verde                                         | Marco Luberti, Paolo Dossena          | Alberto Lucarelli                                          | La Grande Famiglia |
| 1973 | La musica del sole                                   | Marco Luberti                         | Alberto Lucarelli, Giorgio Baiardelli                      | La Grande Famiglia |
| 1974 | Bella senz'anima                                     | Marco Luberti, Paolo Amerigo Cassella | Riccardo Cocciante                                         | Riccardo Cocciante, Schola Cantorum, Johnny Hallyday-(Francia) , Thelma Houston-(USA) , Sergio Dalma-(Spagna) , Anders Ekborg -(Svezia) , Victor Manuelle- (Portorico) |
| 1974 | Il mio modo di vivere                                | Marco Luberti, Paolo Amerigo Cassella | Riccardo Cocciante                                         | Riccardo Cocciante |
| 1974 | L'odore del pane                                     | Marco Luberti, Paolo Amerigo Cassella | Riccardo Cocciante                                         | Riccardo Cocciante, Don Backy |
| 1974 | Qui                                                  | Marco Luberti, Paolo Amerigo Cassella | Riccardo Cocciante                                         | Riccardo Cocciante, Rossella |
| 1974 | Quando finisce un amore                              | Marco Luberti, Paolo Amerigo Cassella | Riccardo Cocciante                                         | Riccardo Cocciante, Mia Martini, Marco Borsato (Olanda) , Maria del Sol (Spagna)                                                                                       |
| 1974 | Lucia                                                | Marco Luberti                         | Marco Luberti                                              | Riccardo Cocciante, Riccardo Fogli, Frankie Valli- (USA) |
| 1974 | Puoi chiamarmi col mio nome                          | Marco Luberti, Paolo Amerigo Cassella | Riccardo Cocciante                                         | Riccardo Cocciante |
| 1974 | Se io fossi                                          | Marco Luberti                         | Marco Luberti, Riccardo Cocciante.                         | Riccardo Cocciante, Judith Bérard-(Canada) |
| 1974 | Ninna nanna                                          | Marco Luberti, Paolo Amerigo Cassella | Memmo Foresi                                               | Fiorella Mannoia |
| 1974 | Rose                                                 | Marco Luberti, Paolo Amerigo Cassella | Memmo Foresi                                               | Fiorella Mannoia |
| 1975 | Smania                                               | Marco Luberti                         | Riccardo Cocciante                                         | Riccardo Cocciante |
| 1975 | L'alba                                               | Marco Luberti                         | Riccardo Cocciante                                         | Riccardo Cocciante, Λ. Μαχαιρίτσας & Ε. Καρατζόλη-(Grecia) |
| 1975 | Il tagliacarte                                       | Marco Luberti                         | Riccardo Cocciante                                         | Riccardo Cocciante |
| 1975 | Era già tutto previsto                               | Marco Luberti                         | Riccardo Cocciante                                         | Riccardo Cocciante, Silvia Mezzanotte, Andrea Bocelli-(2013) , Anders Ekborg- (Svezia) , Milva-(Germania) -                                                            |
| 1975 | Vendo                                                | Marco Luberti                         | Riccardo Cocciante                                         | Riccardo Cocciante |
| 1975 | Lei sopra di me                                      | Marco Luberti                         | Riccardo Cocciante                                         | Riccardo Cocciante |
| 1975 | Canto popolare                                       | Marco Luberti                         | Riccardo Cocciante                                         | Riccardo Cocciante, Ornella Vanoni, Nada |
| 1975 | La morte di una rosa                                 | Marco Luberti                         | Riccardo Cocciante                                         | Riccardo Cocciante |
| 1975 | A mio padre                                          | Marco Luberti                         | Riccardo Cocciante                                         | Riccardo Cocciante |
| 1975 | Comica finale                                        | Marco Luberti                         | Riccardo Cocciante                                         | Riccardo Cocciante |
| 1975 | L'aquilone                                           | Marco Luberti                         | Marco Luberti                                              | Schola Cantorum |
| 1976 | Da capo                                              | Marco Luberti                         | Riccardo Cocciante                                         | Mina, Mia Martini |
| 1976 | Nonostante tutto                                     | Marco Luberti                         | Riccardo Cocciante                                         | Riccardo Cocciante |
| 1976 | Margherita                                           | Riccardo Cocciante, Marco Luberti     | Riccardo Cocciante, Marco Luberti                          | Riccardo Cocciante, Mina, Fiorella Mannoia, Marco Borsato-(Olanda) , Marieke-(Germania) , Sergio Dalma-(Spagna) , Manzanita- (Spagna)                                  |
| 1976 | Sul bordo del fiume                                  | Marco Luberti                         | Riccardo Cocciante                                         | Riccardo Cocciante |
| 1976 | Inverno                                              | Marco Luberti                         | Riccardo Cocciante                                         | Riccardo Cocciante |
| 1976 | Primavera                                            | Marco Luberti                         | Riccardo Cocciante                                         | Riccardo Cocciante |
| 1976 | Violenza                                             | Marco Luberti                         | Riccardo Cocciante                                         | Riccardo Cocciante |
| 1976 | Ancora                                               | Marco Luberti                         | Riccardo Cocciante                                         | Riccardo Cocciante |
| 1976 | Quando si vuole bene                                 | Marco Luberti                         | Riccardo Cocciante                                         | Riccardo Cocciante |
| 1976 | Quando me ne andrò da qui                            | Marco Luberti                         | Riccardo Cocciante                                         | Riccardo Cocciante |
| 1977 | In fondo è tutto qui                                 | Marco Luberti                         | Gérard Lenorman                                            | Gérard Lenorman |
| 1977 | La Casa sul fiume                                    | Marco Luberti, Paolo Amerigo Cassella | Marco Luberti, Paolo Amerigo Cassella                      | Nada |
| 1977 | Notturno                                             | Marco Luberti                         | Riccardo Cocciante                                         | Riccardo Cocciante |
| 1977 | Stupida commedia                                     | Marco Luberti                         | Riccardo Cocciante                                         | Riccardo Cocciante |
| 1977 | Colsi una rosa                                       | Marco Luberti                         | Riccardo Cocciante                                         | Riccardo Cocciante |
| 1977 | Storie                                               | Marco Luberti                         | Riccardo Cocciante                                         | Riccardo Cocciante |
| 1977 | A mano a mano                                        | Marco Luberti                         | Riccardo Cocciante                                         | Riccardo Cocciante, Rino Gaetano-(1981) , Andrea Bocelli-(2013) , Ivana Spagna-(Francia) , WILKINS- (Portorico)                                                        |
| 1977 | Stornello d'amore                                    | Marco Luberti                         | Riccardo Cocciante                                         | Riccardo Cocciante |
| 1977 | Non andartene via                                    | Marco Luberti                         | Riccardo Cocciante                                         | Riccardo Cocciante |
| 1977 | La lunga strada                                      | Marco Luberti                         | Riccardo Cocciante                                         | Riccardo Cocciante |
| 1977 | Tornerò                                              | Marco Luberti                         | Riccardo Cocciante                                         | Riccardo Cocciante |
| 1978 | Mio amore                                            | Marco Luberti                         | Enrico Fusco, Marinelli De Marco                           | Schola Cantorum |
| 1979 | Blondie,( Blondie)                                   | Marco Luberti                         | Daniel Seff                                                | Daniel Seff |
| 1979 | Un Viaggio                                           | Marco Luberti                         | Daniel Seff                                                | Daniel Seff |
| 1979 | Io canto                                             | Marco Luberti                         | Riccardo Cocciante                                         | Riccardo Cocciante, Laura Pausini, Eia Kleinovà – (Rep. Ceca) , Marco Antonio miniz-(Messico) , LAURA PAUSINI WITH LARA FABIAN-(Francia)                               |
| 1979 | Qui nel mio cuore                                    | Marco Luberti                         | Riccardo Cocciante                                         | Riccardo Cocciante |
| 1979 | Fiaba                                                | Marco Luberti                         | Riccardo Cocciante                                         | Riccardo Cocciante |
| 1979 | Carnevale                                            | Marco Luberti                         | Riccardo Cocciante                                         | Riccardo Cocciante |
| 1979 | Il treno                                             | Marco Luberti                         | Riccardo Cocciante                                         | Riccardo Cocciante |
| 1979 | Canzone ad un amico                                  | Marco Luberti                         | Riccardo Cocciante                                         | Riccardo Cocciante |
| 1979 | Piove                                                | Marco Luberti                         | Riccardo Cocciante                                         | Riccardo Cocciante |
| 1979 | Il Cappello                                          | Marco Luberti                         | Riccardo Cocciante                                         | Riccardo Cocciante |
| 1979 | Che senso ha                                         | Marco Luberti                         | Ettore Renzi                                               | Spazio unito |
| 1979 | Don Chisciotte                                       | Marco Luberti                         | Marco Luberti                                              | Spazio unito |
| 1979 | Dolcemente                                           | Marco Luberti                         | Ettore Renzi                                               | Spazio unito |
| 1979 | Lettera                                              | Marco Luberti                         | Ettore Renzi                                               | Spazio unito |
| 1979 | La stella                                            | Marco Luberti                         | Ettore Renzi                                               | Spazio unito |
| 1979 | Camminando                                           | Marco Luberti                         | Stefano Zaccagnini                                         | Spazio unito |
| 1979 | La voglia di stare insieme                           | Marco Luberti                         | Stefano Zaccagnini, Ettore Renzi                           | Spazio unito |
| 1979 | Filastrocca                                          | Marco Luberti                         | Ettore Renzi                                               | Spazio unito |
| 1979 | Colori                                               | Marco Luberti                         | Stefano Zaccagnini, Ettore Renzi                           | Spazio unito |
| 1980 | Controllo Totale , (Total control)                   | Marco Luberti                         | Jeff Jourard                                               | Anna Oxa |
| 1980 | Metropolitana , (You might need somebody)            | Marco Luberti                         | Obirne, Snow                                               | Anna Oxa |
| 1980 | I pugni in tasca                                     | Marco Luberti                         | Marco Luberti                                              | Sergio Leonardi |
| 1980 | La gazzella                                          | Marco Luberti                         | Marco Luberti                                              | Sergio Leonardi |
| 1980 | Passerà                                              | Marco Luberti                         | Antonio Coggio                                             | Alberto Cheli |
| 1980 | Fermerò qualcuno                                     | Marco Luberti                         | Beppe Cantarelli                                           | Mina |
| 1981 | Toledo                                               | Marco Luberti                         | Amedeo Minghi                                              | Anna Oxa |
| 1981 | Proprio tu                                           | Marco Luberti                         | Tarney-Spencer-Snow                                        | Anna Oxa |
| 1982 | Via                                                  | Marco Luberti                         | Renato Brioschi                                            | Marina Arcangeli |
| 1982 | Donna non donna                                      | Marco Luberti                         | London                                                     | Marina Arcangeli |
| 1982 | Girotondo                                            | Marco Luberti                         | Vincenzo Spampinato                                        | Marina Arcangeli |
| 1982 | Io vivo                                              | Marco Luberti                         | Amedeo Minghi                                              | Marina Arcangeli |
| 1982 | Posso fare a meno di te                              | Marco Luberti                         | Vincenzo Spampinato                                        | Marina Arcangeli |
| 1982 | Sporcati                                             | Marco Luberti                         | Beneter-Kelly-Sheets                                       | Marina Arcangeli |
| 1982 | Ma guarda la vita che fa                             | Marco Luberti                         | Marco Luberti                                              | Marco Luberti |
| 1982 | Non mi tolgo dalle scarpe il fango                   | Marco Luberti                         | Marco Luberti                                              | Marco Luberti |
| 1982 | Quando noi ci lasceremo                              | Marco Luberti                         | Marco Luberti                                              | Marco Luberti |
| 1982 | È per questo che vivrò                               | Marco Luberti                         | Marco Luberti                                              | Marco Luberti |
| 1982 | Eleonora                                             | Marco Luberti                         | Marco Luberti                                              | Marco Luberti |
| 1982 | Veleno                                               | Marco Luberti                         | Marco Luberti                                              | Marco Luberti |
| 1982 | Alla deriva                                          | Marco Luberti                         | Marco Luberti                                              | Marco Luberti |
| 1982 | Ho già visto                                         | Marco Luberti                         | Marco Luberti                                              | Marco Luberti |
| 1982 | Se non ti conoscessi                                 | Marco Luberti                         | Marco Luberti                                              | Marco Luberti |
| 1982 | Torna il poeta                                       | Marco Luberti                         | Marco Luberti                                              | Marco Luberti |
| 1982 | Rimpianto                                            | Marco Luberti                         | Marco Luberti                                              | Marco Luberti |
| 1982 | Madre metropoli . (le Caves De L'amour)              | Marco Luberti                         | Jean Paul Dreau                                            | Loredana Bertè |
| 1984 | Io amo                                               | Marco Luberti                         | Luigi Lopez                                                | Marina Arcangeli |
| 1984 | Tradimento                                           | Marco Luberti                         | Luigi Lopez                                                | Marina Arcangeli |
| 1984 | Androide                                             | Marco Luberti                         | Luigi Lopez                                                | Marina Arcangeli |
| 1984 | Per fare l'amore                                     | Marco Luberti                         | Amedeo Minghi                                              | Marina Arcangeli |
| 1985 | Viva la vita                                         | Marco Luberti                         | Claudio Mattone                                            | Fiorella Mannoia |
| 1987 | Meglio l'incoscienza                                 | Marco Luberti                         | Gianni Bella                                               | Marcella Bella |
| 1987 | Mai si deve dire mai                                 | Marco Luberti                         | Gianni Bella                                               | Marcella Bella |
| 1987 | Cose proprie                                         | Marco Luberti                         | Rosario Bella                                              | Marcella Bella |
| 1987 | E adesso che farò                                    | Marco Luberti                         | Gianni Bella                                               | Marcella Bella |
| 1988 | Pover'angelo                                         | Marco Luberti                         | Piero Fabrizi                                              | Fiorella Mannoia |
| 1988 | Figlio della luna (Hijo de la luna)                  | Marco Luberti                         | Jose Maria Cano                                            | Mecano |
| 1988 | La forza del destino (La Fuerza del Destino)         | Marco Luberti                         | Nacho Cano                                                 | Mecano |
| 1988 | Croce di lame (Cruz de Navajas)                      | Marco Luberti                         | Jose Maria Cano                                            | Mecano |
| 1988 | Uno di quegli amanti (Los Amantes)                   | Marco Luberti                         | Nacho Cano                                                 | Mecano |
| 1988 | Fermati a Madrid (Quédate En Madrid)                 | Marco Luberti                         | Jose Maria Cano                                            | Mecano |
| 1988 | Vado a Nuova York (No Hay Marcha En Nueva York)      | Marco Luberti                         | Jose Maria Cano                                            | Mecano |
| 1988 | Per lei contro di lei (Mujer Contra Mujer)           | Marco Luberti                         | Jose Maria Cano                                            | Mecano |
| 1988 | Cinema (El Cine)                                     | Marco Luberti                         | Nacho Cano                                                 | Mecano |
| 1988 | Un anno di più (Un Año Más)                          | Marco Luberti                         | Nacho Cano                                                 | Mecano |
| 1988 | Angeli                                               | Marco Luberti                         | Grazia Di Michele                                          | Grazia Di Michele |
| 1988 | Non sei l'amore                                      | Marco Luberti                         | Grazia Di Michele                                          | Grazia Di Michele |
| 1989 | Il poeta                                             | Marco Luberti                         | Marco Luberti                                              | Marina Arcangeli |
| 1989 | Il viaggio                                           | Marco Luberti                         | Marco Luberti                                              | Marina Arcangeli |
| 1989 | Come nasce un nuovo amore                            | Marco Luberti                         | Alberto Cheli . Pasquale Palumbo                           | Jo Chiarello |
| 1990 | Anna e Miguel (Naturaleza Muerta)                    | Marco Luberti                         | Josè Maria Cano.                                           | Mecano |
| 1990 | Una rosa è una rosa (Una Rosa es Una Rosa)           | Marco Luberti                         | Josè Maria Cano.                                           | Mecano |
| 1990 | Tu (Tu)                                              | Marco Luberti                         | Josè Maria Cano.                                           | Mecano |
| 1990 | Mi costa tanto scordarti (Me Cuesta Tanto Olvidarte) | Marco Luberti                         | Josè Maria Cano.                                           | Mecano |
| 1990 | Ti avrei insegnato la musica                         | Marco Luberti                         | Rosalino Cellamare.                                        | Ron |
| 1990 | Pover'angelo                                         | Marco Luberti                         | Piero Fabrizi.                                             | Fiorella Mannoia |
| 1991 | Il Corvo                                             | Marco Luberti                         | Marco Luberti                                              | Mina |
| 1993 | Ammassati e distanti                                 | Marco Luberti                         | Riccardo Cocciante                                         | Riccardo Cocciante |
| 1993 | Testa piena                                          | Marco Luberti                         | Riccardo Cocciante                                         | Riccardo Cocciante |
| 2004 | Candele                                              | Marco Luberti                         | David Gionfrido                                            | Patty Pravo |

## Discografia italiana

### Album di Marco Luberti
- 1982 - Canzoni ed appunti

### Album di Riccardo Cocciante
contenenti brani scritti da Marco Luberti
- 1972 - Mu
- 1973 - Poesia
- 1974 - Anima
- 1975 - L'alba
- 1976 - Concerto per Margherita
- 1978 - Riccardo Cocciante
- 1979 - ...E io canto

### Album di Marina Arcangeli
contenenti brani scritti da Marco Luberti
- 1981 - Via
- 1983 - Io amo

### Album vari
contenenti brani scritti da Marco Luberti
- 1972 - Mannoia Foresi & co. (Fiorella Mannoia)
- 1974 - La voglia di sognare (Ornella Vanoni)
- 1977 - Per amarti (Mia Martini)
- 1981 - Q Concert (Rino Gaetano)
- 1985 - Momento delicato (Fiorella Mannoia)
- 1987 - Tanti auguri (Marcella Bella)
- 1988 - Figlio della luna (Mecano)
- 1988 - Traslocando (Loredana Bertè)
- 1988 - Canzoni per parlare (Fiorella Mannoia)
- 1991 - Caterpillar vol. 1-2 (doppio CD) (Mina)
- 2004 - Nic - Unic (Patty Pravo)
- 2006 - Io canto (Laura Pausini)
- 2013 - Passione vol. 1-2 (doppio CD) (Andrea Bocelli)